# Rational Method Composer
Rational Method Composer ist ein Software-Produkt der Firma IBM und im November 2005 auf dem Markt erschienen. Sein Zweck ist die Herstellung von HTML-Dokumentationen für Software-Vorgehensweisen. Der Rational Method Composer basiert auf dem Eclipse Process Framework und nutzt die gleiche Codebasis. Das Produkt soll helfen, die Dokumentation von Software-Vorgehensweisen konsistenter zu machen, sie leichter zu verstehen und besser verfolgen zu können. Der Rational Method Composer wird mit vorgefertigten Prozessen-Modulen geliefert, die einen schnelleren Aufbau von Prozess-Dokumentationen erlauben.

## Architektur
Der Rational Method Composer speichert alle Informationen in einer Verzeichnisstruktur aus XML-Dateien. Diese Verzeichnisstruktur wird im Werkzeug als „Bibliothek“ bezeichnet. Da die Information in Dateien und nicht in Datenbanken gespeichert sind, dürfen Autoren nicht gleichzeitig die gleichen Bibliotheken bearbeiten. Falls eine solche Arbeitsweise notwendig ist, muss die Bibliothek zuvor in ein Software-Configuration-Management-System ausgelagert werden.

## Funktionsweise
Nach der Eröffnung/Erstellung einer Bibliothek erzeugt der Autor sogenannte „Methoden Plug-ins“ welche die Vorgehensweise beinhalten.
Es gibt zwei Arten des Inhalts, den
- Methodeninhalt sowie den
- Prozessinhalt

Methodeninhalte sind statische, wiederverwendbare Baublöcke einer Vorgehensweise. Beispiele hierfür sind Rollen, Arbeitsergebnisse, Aufgaben und Anleitungen. Innerhalb des Methodeninhalts definiert man Beziehungen zwischen diesen Elementen, etwa die Zuordnung einer Rolle zu einer Aufgabe oder eines Arbeitsergebnisses als Ein- oder Ausgabe einer Aufgabe.
Im Prozessteil werden für die Aufgaben Reihenfolgen bzw. Hierarchien festgelegt. Kleine Gruppierungen von Aufgaben heißen Aktivitäten, größere werden Prozessmuster oder Bereitstellungsprozess genannt. Wenn ein Prozess fertig ist, kann eine zugehörige Übersichtsseite veröffentlicht werden. Bei der Veröffentlichung werden HTML-Seiten mit einem vordefinierten Aussehen generiert. Beziehungen zwischen Prozesselementen werden durch navigierbare Hyperlinks dargestellt. Die Webseiten können dann auf einem Webserver 'gehostet' werden. Es gibt immer einen Baumstruktur-Browser auf der linken Seite, um die Navigation durch das Dokument zu erleichtern, und einen zentralen Darstellungsbereich, um den Inhalt anzuzeigen. Weitere eingebaute Navigationshilfen sind die Funktionen 'Suchen' (Volltextsuche im Inhalt nach einem Begriff) und 'Breadcrumbs' (zeigt, wo in der Prozess-Struktur sich der momentan gezeigte Inhalt befindet).
Die Vorgehensweise kann auch als Basis für Projekte in MS Projecten, Rational Team Concerts oder Prozessdokumentationswerkzeugen als Ergänzung zu Websphere Business Modeller verwendet werden.

## Einsatzbereich
Rational Method Composer wird typischerweise in Softwareorganisationen eingesetzt, in denen die strikte Einhaltung der Prozesse wichtig ist (z. B. sicherheitsrelevante Software), die verwendete Vorgehensweise komplex ist oder ein Prozess von vielen Personen verfolgt werden muss (z. B. von Partnerfirmen).

## Betriebssysteme
- Enterprise Linux 4 WS Update 8, Enterprise Linux 4 WS Update 5,
- Red Hat Linux Desktop 4 Update 8, Red Hat Linux Desktop 4 Update 5, Red Hat Enterprise Linux Server 5.0 Update 1,
- SUSE Linux Enterprise Server 9 SP3, SUSE Linux Enterprise Server 10 SP1,
- Windows 2000, Windows 2003 Enterprise SP1, Windows 2003 Enterprise SP2, Windows 2003 Standard SP1, Windows 2003 Standard SP2,
- Windows XP Professional SP2, Windows XP Professional SP3, Windows Vista Business, Windows Vista Enterprise, Windows Vista Ultimate

## Integrierte Konfigurationsmanagement Systeme
Um das gleichzeitige Bearbeiten von Bibliotheken zu ermöglichen, ist ein Software-Configuration-Management-System notwendig, von denen folgende automatisch unterstützt werden:
- CVS 1.11.17;
- TPC 3.2.2
- Subversion Server 1.4.3;
- Sub-Eclipse plug-in 1.2.4
- ClearCase Server version,
- SCM Eclipse-supported version 7.0.0 or CCRC version 7.0.1 or 7.1.0

## Einschätzung
Die produzierte Prozessdokumentation ist leicht zu verstehen und gut zu navigieren. Sie ist vor allem sehr konsistent, da etwa keine defekten Links vorkommen. Die mitgelieferte Prozessinhaltsbasis ist auch sehr hilfreich und deckt viele Arten der Softwareentwicklung ab. Die Funktionen zur Erstellung eigener Inhalte sind auch ohne umfassende Kenntnisse leicht zu verwenden.

## Beschaffung
Rational Method Composer ist ein kommerzielles Produkt. Eine kostenlose Open-Source-Version mit dem Namen 'Eclipse Process Framework' (ohne die Möglichkeit der Integration in andere IBM-Tools wie Rational Portfolio Manager und Rational Software Architect oder der Migration von Rational Process Workbench) ist über die Eclipse Foundation verfügbar.